# Conquista española de las Azores
La conquista española de las Azores, especialmente de la isla Terceira, ocurrió entre el 26 de julio y el 2 de agosto de 1583 en el archipiélago portugués de las Azores en el contexto de la guerra de sucesión portuguesa (1580-1583). En el transcurso de la misma se enfrentaron las fuerzas leales al aspirante al trono portugués, Antonio, prior de Crato, que tenía el apoyo de tropas francesas e inglesas, contra las fuerzas hispanoportuguesas leales al rey Felipe II de España, que estaban comandadas por el almirante Álvaro de Bazán, marqués de Santa Cruz. La victoria de Bazán propició la rápida conquista española de las islas Azores y facilitó la integración del Reino de Portugal y sus numerosas colonias dentro del Imperio español.
Tras todo un día de combates, los tercios españoles derrotaron a las fuerzas defensoras en la isla Terceira gracias a las estrategias y las tácticas de Álvaro de Bazán. Unos días después, un contingente de tropas hispano lusas desembarcaron en la isla de Fayal, donde derrotaron y capturaron a una guarnición compuesta por cinco compañías francesas y una inglesa, que sumaban unos setecientos hombres. Al finalizar la campaña, alrededor de nueve mil soldados portugueses, franceses, italianos e ingleses habían sido capturados por los españoles. A casi todos se les permitió partir desarmados, pero dieciséis seguidores del aspirante al trono portugués, que habían intentado huir la noche del ataque, fueron ejecutados. Tan solo Antonio y unos pocos seguidores tuvieron la suerte de escapar con vida.

## Preludio
Después de su victoria en la batalla de la isla Terceira el 26 de julio de 1582, Álvaro de Bazán, afianzado en su base de Lisboa, preparó una invasión anfibia de gran envergadura: 15 372 hombres y 96 buques, entre estos 31 grandes barcos mercantes reconvertidos en transportes de tropas, pequeños navíos y lanchas de desembarco, galeones, doce galeras y dos galeazas. En esa ocasión su intención no era librar un combate naval, sino desembarcar un ejército con sus suministros e impedimenta en una cabeza de playa y darle apoyo hasta que los objetivos militares se hubieran alcanzado. El rey Felipe II ordenó a Bazán en una carta que ejecutara en la horca a todos los súbditos franceses e ingleses que encontrara en la isla alzados en armas contra los españoles.
Los habitantes de la isla Terceira esperaban que los españoles desembarcaran en los puertos de Angra y Peggia y por ello habían desplegado allí sus fuerzas, dirigidas por Charles de Bordeaux y Battista Scrichi. Sin embargo, el marqués de Santa Cruz decidió comenzar la toma de la isla en Mole, una playa a 16 km de Angra defendida únicamente con algunos montículos de tierra ocupados por infantería con escaso soporte artillero. El propio pretendiente portugués, Antonio, estuvo en Terceira supervisando las levas entre la población para defender la isla, pero partió en noviembre para convencer a los franceses de que proporcionaran otros 1500 soldados, los cuales llegaron en junio de 1583. La Reina Madre de Francia, Catalina de Médici, envió 1200 soldados franceses y 400 ingleses organizados en nueve compañías bajo mando de Aymar de Chatte, gobernador de Dieppe, que además se hizo con el mando en la isla Terceira.
De Chatte mejoró las fortificaciones de la isla con la construcción en su costa sur, que era la más vulnerable, de 31 fuertes de piedra y trece fortines en puestos avanzados, todos comunicados a través de trincheras y con un total de 293 cañones. La calidad de las tropas defensivas era desigual: los franceses y los ingleses eran soldados veteranos, mientras que las milicias locales dirigidas por el gobernador Manuel da Silva no eran fiables para el combate. En cambio, la mayor parte de las tropas españolas eran combatientes veteranos bien disciplinados de la guerra de Flandes que incluían tres tercios, un regimiento alemán de cuatro compañías, tres compañías italianas y una portuguesa.

## Desembarco

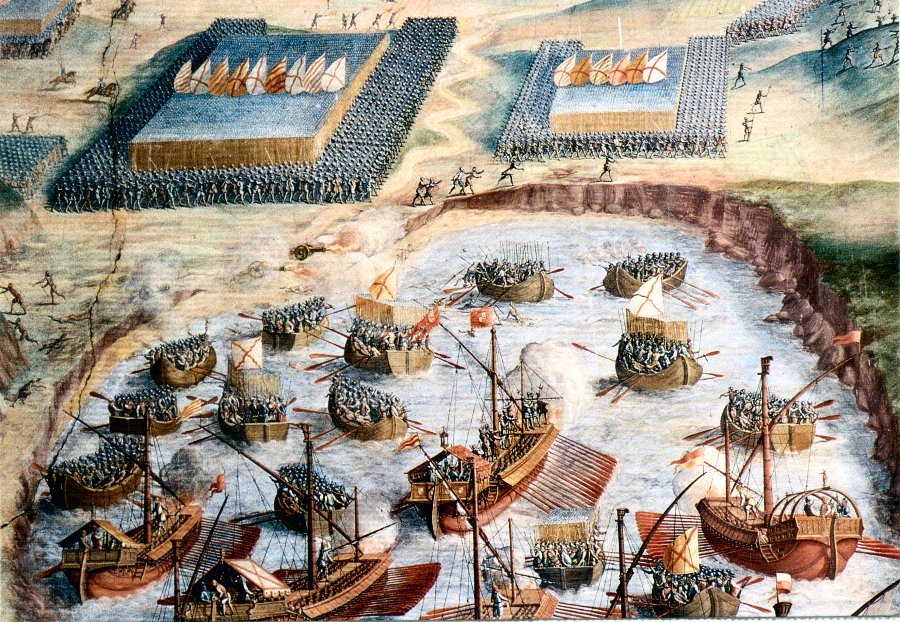
Los Tercios españoles desembarcan en Terceira. Sala de Batallas del Monasterio de El Escorial.

El ejército español desembarcó en la Calheta das Mós, cerca de Angra, en las primeras horas del 26 de julio de 1583. La fecha fue elegida porque era el primer aniversario de la victoria de Bazán sobre los franceses en Ponta Delgada. A las 03:00 a. m. las galeras españolas pusieron rumbo a la playa remolcando las lanchas de desembarco, en las que iban montados 4500 soldados. El marqués de Santa Cruz en persona dirigió la operación. La playa estaba protegida por el fuerte Santa Catarina, cuya guarnición estaba compuesta por cincuenta franceses bajo mando del capitán Bourguignon y dos compañías portuguesas. En cuanto las naves españolas fueron avistadas al amanecer, Bourguignon abrió fuego con la artillería de Santa Catarina. La nave capitana de Bazán, que navegaba en cabeza, recibió un fuerte cañoneo y perdió a su timonel. Sin embargo, con la llegaba de otras nueve galeras consiguió silenciar el fuerte.
Las lanchas de desembarco alcanzaron la playa y pusieron a la infantería en tierra. Uno de los primeros hombres en poner pie en Terceira fue Rodrigo de Cervantes, hermano de Miguel de Cervantes. Allí fueron recibidos por fuego de arcabuces procedente de las trincheras que causó 35 muertos y numerosos heridos. El fuerte fue entonces asaltado con escalas y en su interior Bourguignon y una treintena de sus hombres resultaron masacrados. La toma de Santa Catarina permitió a los españoles desembarcar el resto de la infantería, los suministros y seis cañones, además de hacerse fácilmente con el control de la zona circundante. A continuación, Bazán ordenó a sus fuerzas avanzar hacia Vila da Praia para encararse al ejército francés. De Chatte reunió a sus tropas y fue al encuentro de los españoles con ocho cañones.

## Batalla

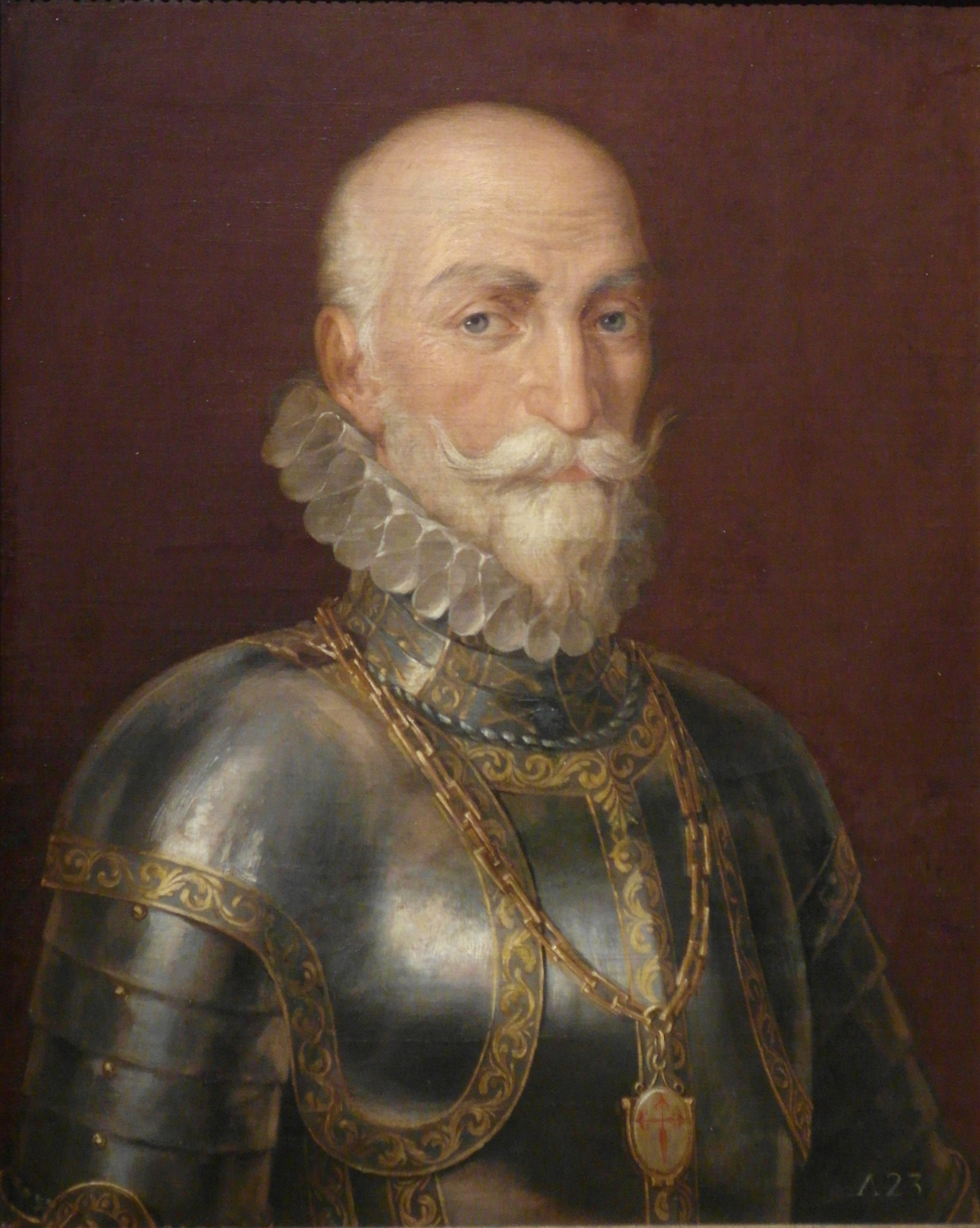
El almirante español Álvaro de Bazán, marqués de Santa Cruz.

Bazán formó a su ejército en tres líneas, con los alemanes en el ala derecha y los españoles en la izquierda. La vanguardia estaba compuesta por arcabuceros, quienes pronto se encontraron con gran resistencia en los setos y vallados colocados por los defensores. Desde ahí, De Chatte lanzó fieros contraataques y consiguió romper la primera línea española en varias ocasiones. Sin embargo, Bazán no paró de reforzar a sus arcabuceros con piqueros alemanes y gracias a ello no perdió terreno. Por la tarde llegaron mil soldados portugueses dirigidos por Manuel da Silva y una manada de vacas que lanzaron contra los batallones españoles. El comandante francés se sentía lo suficientemente fuerte como para renovar su ataque, aunque la caída de la noche se lo impidió. Tras 16 horas de combates, el ejército español había sufrido setenta bajas mortales y trescientos heridos, mientras que las fuerzas franco portuguesas contabilizaban también setenta muertos y unos cuatrocientos heridos o prisioneros.
A la mañana siguiente, De Chatte fue abandonado por sus aliados portugueses, que huyeron a las montañas del interior de la isla. Los españoles tomaron enseguida la iniciativa y avanzaron hacia São Sebastião, mientras que las tropas galas se retiraron hasta la montaña de Nossa Senhora da Guadalupe, lo que permitió a Bazán ocupar Angra sin resistencia y a las galeras españolas capturar allí trece barcos franceses, dieciséis portugueses y dos ingleses. Asimismo, fueron liberados de la cárcel de la localidad treinta prisioneros españoles y veintiuno portugueses leales al rey Felipe II. Mientras tanto, los franceses habían comenzado a fortificar sus nuevas posiciones en Nossa Senhora da Guadalupe cavando trincheras en las laderas de la montaña, pero los soldados galos decidieron amotinarse y abrieron negociaciones de rendición con los españoles. De Chatte intentó reprimir el motín, pero después de que las milicias portuguesas se rindieran a Bazán, se dio cuenta de que la victoria ya era imposible y decidió parlamentar con las fuerzas hispanas.
De Chatte esperaba llegar a un buen acuerdo de rendición gracias a su amistad con el maestre de campo español Pedro de Padilla, junto al que combatió a los otomanos durante el Sitio de Malta (1565). Sin embargo, tan sólo se permitió conservar sus armas a los oficiales franceses. Los soldados ingleses e italianos también fueron incluidos en las negociaciones, pero no así los rebeldes portugueses.

## Fayal
El 30 de julio, Pedro de Toledo Osorio zarpó de Angra con doce galeras, cuatro pataches y dieciséis pinazas en las que iban embarcados 2500 soldados con la misión de tomar la isla de Fayal, donde resistían entre cuatrocientos y quinientos soldados franceses e ingleses con apoyo de los isleños. Toledo envió un emisario para negociar con las tropas extranjeras, pero el comandante portugués, António Guedes de Sousa, lo asesinó. Por tanto, los españoles desembarcaron y tomaron el Fuerte de Santa Cruz. A los franceses y a los ingleses se les ofrecieron las mismas condiciones de rendición que a sus compatriotas de la isla Terceira, pero a Guedes de Sousa le cortaron las manos y lo ejecutaron en la horca en castigo por la muerte del emisario. El 8 de agosto, el gobernador portugués Manuel da Silva fue decapitado en Angra por el verdugo del regimiento alemán.

## Consecuencias

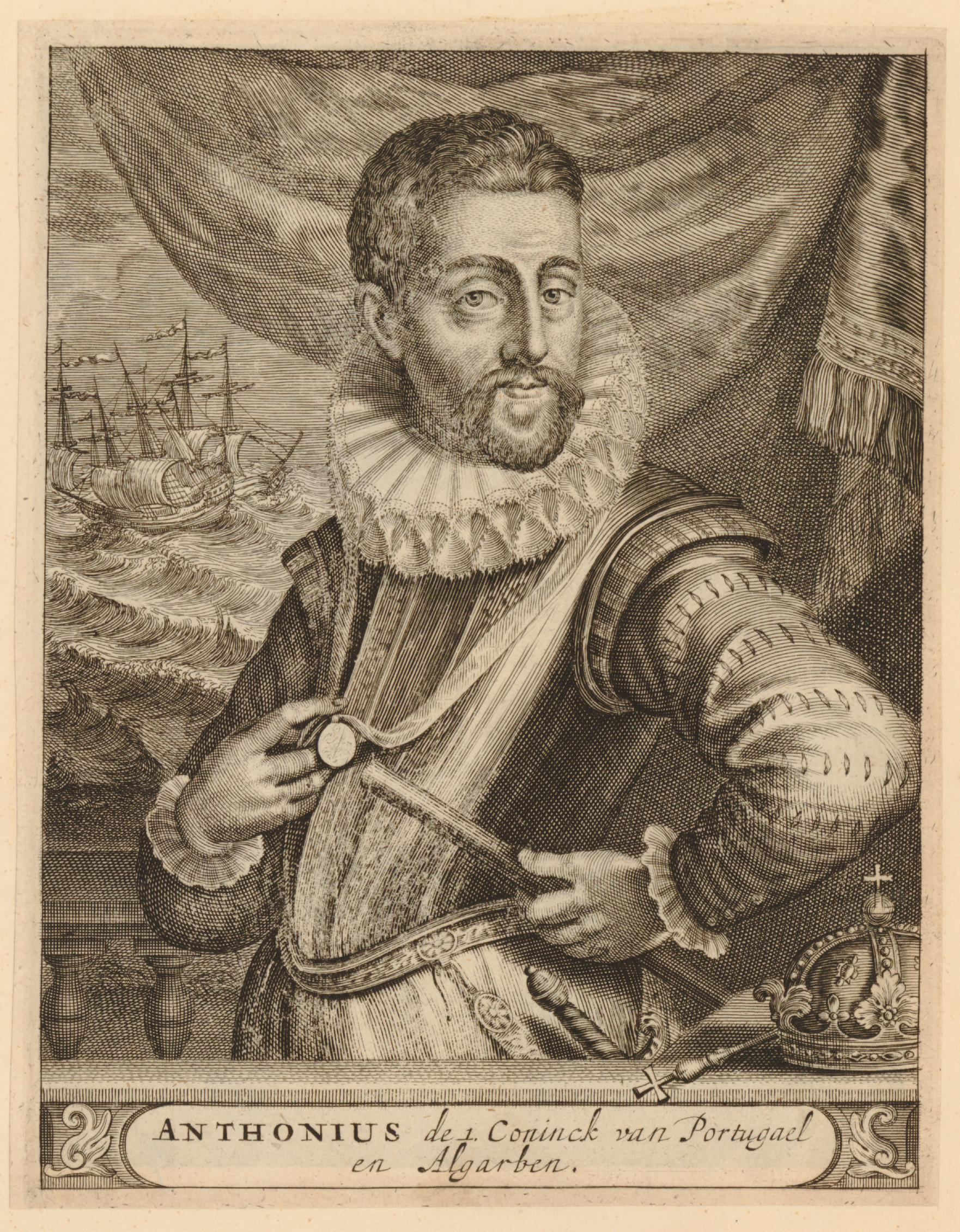
Antonio, prior de Crato, escapó de isla Terceira con algunos de sus hombres.

Con la conquista de isla Terceira, el archipiélago de las Azores cayó completamente bajo el control del rey Felipe II, Felipe I en Portugal, y la guerra de sucesión portuguesa llegó a su fin con la total incorporación del Reino de Portugal y sus posesiones coloniales al Imperio español. Antonio, prior de Crato, regresó a Francia y vivió durante un tiempo cerca de París. En 1589, un año después del fracaso de la gran armada enviada por Felipe II contra Inglaterra, Antonio se enroló en la contraarmada inglesa, una expedición apoyada por las Provincias Unidas de los Países Bajos y dirigida por Robert Devereux, II conde de Essex, Francis Drake y John Norreys. Atacaron las costas de España y Portugal, pero la flota inglesa tuvo que retirarse sin alcanzar sus objetivos.
El miedo a los espías del monarca más poderoso del mundo, Felipe II de España, obligó a Antonio a mudar constantemente su residencia hasta que recaló en Inglaterra, desde donde su reina Isabel I y sus asesores habían visto con preocupación la sucesión de victorias españolas en 1583 con la conquista de las Azores al sur y de la costa de Flandes al norte.